# Keude Tanjong (Peusangan)
Keude Tanjong is een bestuurslaag in het regentschap Bireuen van de provincie Atjeh, Indonesië. Keude Tanjong telt 258 inwoners (volkstelling 2010).